# Найденово (Болгария)
Найденово (болг. Найденово) — село в Болгарии. Находится в Старозагорской области, входит в общину Братя-Даскалови. Население составляет 184 человека.

## Политическая ситуация
Найденово подчиняется непосредственно общине и не имеет своего кмета.
Кмет (мэр) общины Братя-Даскалови — Ваня Тодорова Стоева (коалиция партий: Болгарская социалистическая партия (БСП), национальное движение «Симеон Второй» (НДСВ)) по результатам выборов в правление общины.